# Martín Boasso
Martín Mariano Boasso (El Trébol, Provincia de Santa Fe, Argentina; 11 de abril de 1975) es un exfutbolista y actual director técnico argentino nacionalizado mexicano. Jugaba como mediocampista por izquierda y su primer equipo fue Rosario Central. Su último club antes de retirarse fue FAS de El Salvador.

## Trayectoria
Boasso debutó en la primera canalla el 6 de mayo de 1996, en un partido contra Deportivo Español correspondiente a la octava fecha del Torneo Clausura y que finalizó igualado en un tanto. En una temporada y media disputó 33 encuentros y marcó 2 goles. Pasó luego por Gimnasia y Esgrima de Jujuy, llevado por el entrenador Néstor Manfredi, quien lo conocía de Central. En 1999 emigró a México, al Santos Laguna, donde transitaría sus mejores épocas en un segundo paso, luego de retornar brevemente a Argentina para jugar en Unión de Santa Fe. Su marca en el cuadro lagunero es tal que fue invitado para la celebración del 33.° aniversario de la institución, formando parte del Equipo de las Leyendas. Vistió también las casacas de Real Sociedad de Zacatecas, Irapuato, Pachuca y Tecos. En 2006 se retiró jugando para FAS de El Salvador.
Tras su retiro, comenzó a trabajar en Trebolense, club de donde surgió como futbolista, ocupando distintos cargos: entrenador de inferiores, mánager y director técnico de Primera, donde se consagró campeón de la Liga en 2012.

## Clubes

### Como jugador
| Club                        | País        | Año       |
| --------------------------- | ----------- | --------- |
| Rosario Central             | Argentina   | 1996-1998 |
| Gimnasia y Esgrima de Jujuy | Argentina   | 1998      |
| Santos Laguna               | México      | 1999-2000 |
| Unión de Santa Fe           | Argentina   | 2000      |
| Irapuato                    | México      | 2001      |
| Real Sociedad de Zacatecas  | México      | 2001      |
| Pachuca                     | México      | 2002      |
| Tecos                       | México      | 2003      |
| FAS                         | El Salvador | 2006      |

### Como entrenador
| Club       | País      | Año       |
| ---------- | --------- | --------- |
| Trebolense | Argentina | 2012      |
| Trebolense | Argentina | 2017-2018 |